# Le Retour des morts-vivants (film, 1973)
Pour les articles homonymes, voir Le Retour des morts-vivants.
Série cycle des Templiers
La Révolte des morts-vivants
(1972) Le Monde des morts-vivants
(1974)
Pour plus de détails, voir Fiche technique et Distribution.
Le Retour des morts-vivants (El ataque de los muertos sin ojos) est un film espagnol réalisé par Amando de Ossorio, sorti en 1973.
Deuxième des 4 films (après La Révolte des morts-vivants) du cycle des Templiers. Le troisième se nomme Le Monde des morts-vivants.

## Synopsis
Les templiers mort vivant sont de retour.

## Fiche technique
- Titre : Le Retour des Morts-Vivants
- Titre original : El ataque de los muertos sin ojos
- Réalisation et scénario : Amando de Ossorio
- Production : Ramón Plana
- Directeur de la photographie : Miguel Fernández Mila
- Musique : Antón García Abril
- Durée : 91 minutes
- Pays : Espagne
- Date de sortie : 1973
- classification : interdit aux moins de 12 ans

## Distribution
- Tony Kendall (VF : Alain Dorval) : Jack Marlowe
- Fernando Sancho (VF : Jean Violette) : Mayor Duncan
- Esperanza Roy (VF : Lily Baron) : Vivian
- Frank Braña (VF : Michel Barbey) : Dacosta
- José Canalejas (VF : René Bériard): Murdo
- Loreta Tovar (VF : Jeanine Freson) : Monica
- Lone Ferk (VF : Perrette Pradier) : Amalia
- Ramón Lillo : Burt
- Juan Cazalilla (VF : Jacques Berthier) : Le gouverneur
- Luis Barboo (VF : Jacques Berthier) : Chef des Templiers
- José Thelman (VF : Gérard Hernandez) : John
- Francisco Sanz (VF : Gérard Hernandez) : Matthew le chef de gare
- Betsabé Ruiz : Audrey, la bonne du gouverneur